# Lazzaro (mendicante)
Lazzaro è il mendicante lebbroso protagonista della parabola di Gesù "Lazzaro e il ricco epulone", riportata solo dal Vangelo di Luca (16,19-31). 

## Culto
La tradizione della Chiesa cattolica lo venera come santo protettore dei malati di lebbra, anche perché, essendo l'unico personaggio delle parabole di Gesù ad essere indicato con un nome proprio, molti ritengono che il racconto si riferisca a una persona realmente esistita.
I lazzaretti devono a lui il proprio nome e molti paesi sorti attorno a questi antichi ospedali hanno Lazzaro come patrono.
Memoria liturgica il 21 giugno.